# Witloof Bay
Witloof Bay – belgijski sekstet muzyczny założony w 2005 roku, grający muzykę pop jazz a cappella, reprezentant Belgii podczas 56. Konkursu Piosenki Eurowizji w 2011 roku.
Z zespołem współpracuje Pierre-Laurent Babuin, który pełni funkcję inżyniera dźwięku.

## Historia zespołu

### 2005: Początki zespołu
W 2005 roku sześciu znajomych śpiewaków postanowiło założyć swój własny zespół jazzowy z elementami a cappella. Głównymi inspiracjami muzyków podczas szukania pomysłu na grupę byli m.in.: The Real Group, The Beatles, William Sheller, Henri Salvador, Michel Fugain i Laurent Voulzy. Zaczęli tworzyć głównie własne wersje znanych piosenek. Członkowie grupy chcieli nadać sobie nazwę charakterystyką, która kojarzyłaby się z Belgią. Ostatecznie wymyślili Witloof Bay, ponieważ uznali, że cykoria (ang. witloof) uważana jest za warzywo, z którym identyfikują się Belgowie.

### 2008-10:Witloof Bay
Po dwóch latach współpracy nagrali swój debiutancki album zatytułowany Witloof Bay, który został wydany w 2008 roku. W 2010 roku muzycy wygrali Nagrodę Contemporary A Cappella Recording w kategorii The Best Folk/World Song. Wystąpili na wielu konkursach muzycznych, m.in. na London A Cappella Festival, Vocal Jazz Summit oraz Solevoci Festival.

### 2011: Konkurs Piosenki Eurowizji
W 2011 roku Witloof Bay zgłosił się do krajowych eliminacji eurowizyjnych z utworem „With Love Baby”, który napisali Benoît Giaux i Roxor Loops. Tytuł nawiązał do nazwy zespołu, powstał podczas tworzenia strony internetowej zespołu (witloofbay.be). 30 stycznia muzycy wystąpili w półfinale selekcji i zdobyli w sumie 23 punkty (3. miejsce i 12 od publiczności oraz 11 punktów za 4. miejsce w rankingu jurorów), dzięki czemu awansowali do finału, w którym zdobyli ostatecznie najwyższe noty (12) zarówno od komisji sędziowskiej, jak i telewidzów, dzięki czemu zostali reprezentantami Belgii podczas 56. Konkursu Piosenki Eurowizji organizowanego w Düsseldorfie. Utwór był drugim w historii widowiska, który został wykonany a cappella – piosenkę w podobnym stylu wykonała grupa Vocal Group Cosmos reprezentująca Łotwę podczas konkursu w 2002 roku.
12 maja zespół wystąpił podczas drugiego półfinału konkursu z czwartym numerem startowym. Zdobył 53 punkty, które uplasowały go na 11. miejscu, niekwalifikującym do finału. Do awansu zabrakło grupie jednego punktu.

### Od 2012: Druga płyta
Witloof Bay pracuje nad materiałem na swoją drugą płytę, która ukaże się w listopadzie 2013 roku. W październiku grupa opublikowała singel „Elle s’en va”, który pojawi się na ścieżce filmowej filmu o tym samym tytule. Od 7 do 9 listopada formacja wystąpi w Auderghem Cultural Centre podczas trasy koncertowej zatytułowanej B.

## Członkowie zespołu
W skład zespołu wchodzą:
- Mathilde Sevrin (sopran)[16]
- Florence Huby (alt)[17]
- Nicolas Dorian (tenor)[18]
- Benoît Giaux (baryton)[19]
- Etienne Debaisieux (bas)[20]
- Stijn Bearelle, ps. „Roxor Loops” (beatbox)[21]

## Dyskografia

### Albumy studyjne
- Witloof Bay (2008)

### Single
- 2011 – „With Love Baby”